# 西晉青州行政區劃
西晉青州州治所在臨淄縣（今山東省淄博市東北），永嘉以後移治廣固縣（今山東省青州市西北）。範圍在今山東省的東從海山東半島而西至泰山、黃河東岸一帶。永嘉年間以後，山東郡邑相繼被石勒攻陷。西晉末青州為曹嶷佔據。

## 郡級行政區
西晉青州初領北海、東萊、齊、濟南、樂安5郡。西晉初徐州城陽郡來屬，增置長廣郡（277年）、高密國（296年置）、平昌郡（300年置），計領9郡。
齊國
曹魏舊郡，郡治臨淄縣（今山東省淄博市東北），領臨淄、西安、昌國、般陽、廣饒、廣、東安平、臨朐、益都、新沓、新汶、南豐12縣。西晉初廢益都、南豐、新汶、新沓4縣，廣、臨朐2縣移屬東莞郡。太康四年（283年）濟南郡歷城、平陵、祝阿、於陵、鄒平、隰陰、菅、著8縣來隸，同年復歸濟南郡。永康元年（300年）高密國廣、臨朐2縣來隸，永嘉五年（311年）廣縣改名廣固縣，郡治亦移於此。西晉末領廣固、臨淄、西安、東安平、廣饒、昌國、般陽、臨朐8縣。
濟南國
曹魏舊郡，泰始元年（265年）封晉宗室司馬遂為濟南王，郡改為濟南國。咸寧三年（277年）其子司馬耽徙封中山王，廢國為郡。郡治東平陵縣（今山東省章丘市西北），領東平陵、於陵、歷城、東朝陽、菅、著、鄒平、土鼓、梁鄒、台、漯陰、祝阿12縣。西晉時廢土鼓、台、於陵3縣，東平陵縣改名平陵縣。咸寧年間（275-279）梁鄒、東朝陽2縣移屬樂安國。太康元年（280年）以前於陵縣復置。太康四年（283年）濟南郡廢郡併入齊國，同年復郡。永嘉年間（307-312）復置濟南國，永嘉年間（307-312）復改為濟南國，郡治移往歷城縣（今山東省濟南市），又廢鄒平縣。西晉末領歷城、平陵、著、於陵、菅、漯陰、祝阿6縣。
北海國
曹魏舊郡，泰始元年（265年）封晉宗室司馬陵為北海王，太康四年（283年）又封齊王司馬攸子司馬寔為北海王。郡治平壽縣（今山東省濰坊市南），領平壽、下密、膠東、即墨、都昌、營陵、劇7縣。西晉初營陵縣移屬城陽郡（約265年），劇縣移屬東莞郡（265年，300年左右復歸）。西晉末領平壽、下密、膠東、即墨、都昌、劇6縣。
樂安郡
曹魏舊郡，泰始元年（265年）封晉宗室司馬鑒為樂安王，郡改為樂安國。太安元年（302年）樂安王司馬冰被廢，廢國為郡。郡治高苑縣（今山東省淄博市西北），領高苑、臨濟、博昌、蓼城、壽光、千乘、樂安、利、益9縣。西晉時廢千乘、樂安2縣，咸寧年間（275-279）濟南郡梁鄒、東朝陽2縣來隸。西晉末領高苑、臨濟、博昌、利、益、蓼城、壽光、梁鄒、東朝陽9縣。
高密國
曹魏為城陽郡，郡治東武縣（今山東省諸城市），領東武、莒、諸、壯武、淳于、高密、昌安、平昌、夷安、姑幕、黔陬、朱虛12縣。西晉初北海國營陵縣來隸，朱虛縣移屬東莞國。泰始五年（269年）至七年（271年）立晉武帝子司馬景及司馬憲為城陽王，無子國除。太康十年（289年）莒、姑幕、諸、東武4縣移屬東莞郡，東莞郡安丘、廣、劇、臨朐4縣來隸，郡治移往黔陬縣（今山東省膠州市西南）。元康六年（296年）左右，徙封隴西王司馬泰為高密王，城陽郡改置高密國。劇、臨朐十一縣為高密國。」；《宋書》卷36〈州郡志二·青州刺史〉：「高密太守，漢文帝分齊為膠西，宣帝本始元年，更名高密。光武建武十三年，併北海，晉惠帝又分城陽立。」}}永康元年（300年）平昌、安丘2縣移屬平昌郡，劇縣移屬北海國，廣、臨朐2縣移屬齊國。西晉末領黔陬、壯武、淳于、昌安、高密、夷安、營陵7縣。
東萊郡
曹魏舊郡，郡治掖縣（今山東省掖縣），領掖、黃、當利、盧鄉、曲城、惤、長廣、不其、牟平、昌陽、挺11縣。西晉時廢牟平（311年前復縣）、昌陽2縣。咸寧三年（277年）長廣、不其、挺3縣移屬長廣郡。太康四年（283年）遼東王司馬蕤徙封東萊王，郡改為東萊國。永寧元年（301年）東萊王司馬蕤被廢為庶人，國廢為郡。西晉末領掖、當利、盧鄉、曲城、黃、惤、牟平7縣。
長廣郡
咸寧三年（277年）分東萊郡置，郡治不其縣（今青岛市城阳区南部），領不其、長廣、挺3縣。元康八年（298年）增領昌陽縣，至西晉末不變。
平昌郡
晉惠帝永康元年（300年）分高密國及東莞郡置，郡治安丘縣（今山東省安丘市西南），領安丘、平昌、朱虛、姑幕、東武5縣。
濟岷郡（存疑）
僅見於《宋書·州郡志》，一說魏滅蜀漢以後，遷徙蜀地豪將家族於濟水、河水之間，並設立此郡。《晉書·地理志》及《宋書·州郡志》注引《晉太康地志》均無記載此郡。
東牟郡（存疑）
《晉書·懷帝紀》記載「東牟太守龐伉」，疑是「東萊太守」之誤，或是西晉確有短暫設立東牟郡。

## 縣級行政區
| 青州（州治：臨淄縣(310年前)、廣固縣(311年後)）                                     |                 |          |                                                             | |                                                                 |
| 說明：本表為西晉時期青州各郡所轄的縣份；以深灰色表示者，為曾經建置，後來廢除的縣份 |                 |          |                                                             | |                                                                 |
| 郡名 （縣數）                                                                      | 郡治            | 縣名     | 今地位置(2012年12月)                                        | 隸屬郡國 | 備注                                                            |
| 齊國 （8）                                                                         | 臨淄縣 ↓ 廣固縣 | 廣固縣   | 今山東省青州市西南（310年前） 今山東省青州市西北（311年後） | 齊國(265)→東莞國(266-277)→琅邪國(277-284?)→東莞郡(284?-289)→高密國(289-300，城陽郡289-296)→齊國(300-316)        | 曹魏為廣縣，永嘉五年（311年）青州刺史曹嶷加固城池，改名廣固縣。 |
| 齊國 （8）                                                                         | 臨淄縣 ↓ 廣固縣 | 臨淄縣   | 今山東省淄博市東北臨淄區                                    | 齊國(265-316)                                                                                                   |                                                                 |
| 齊國 （8）                                                                         | 臨淄縣 ↓ 廣固縣 | 西安縣   | 今山東省桓臺縣東                                            | 齊國(265-316)                                                                                                   |                                                                 |
| 齊國 （8）                                                                         | 臨淄縣 ↓ 廣固縣 | 東安平縣 | 今山東省淄博市東北臨淄區皇城鎮                              | 齊國(265-316)                                                                                                   |                                                                 |
| 齊國 （8）                                                                         | 臨淄縣 ↓ 廣固縣 | 廣饒縣   | 今山東省廣饒縣東北                                          | 齊國(265-316)                                                                                                   |                                                                 |
| 齊國 （8）                                                                         | 臨淄縣 ↓ 廣固縣 | 昌國縣   | 今山東省淄博市東南                                          | 齊國(265-316)                                                                                                   |                                                                 |
| 齊國 （8）                                                                         | 臨淄縣 ↓ 廣固縣 | 般陽縣   | 今山東省淄博市淄川區                                        | 齊國(265-316)                                                                                                   |                                                                 |
| 齊國 （8）                                                                         | 臨淄縣 ↓ 廣固縣 | 臨朐縣   | 今山東省臨朐縣                                              | 齊國(265)→東莞國(266-277)→琅邪國(277-284?)→東莞郡(284?-289)→高密國(289-300，城陽郡289-296)→齊國(300-316)        |                                                                 |
| 齊國 （8）                                                                         | 臨淄縣 ↓ 廣固縣 | 益都縣   | 今山東省臨朐縣                                              | 齊國(265-？) | 西晉時廢縣。                                                    |
| 齊國 （8）                                                                         | 臨淄縣 ↓ 廣固縣 | 南豐縣   | 今山東省臨朐縣                                              | 齊國(265-？) | 西晉時廢縣。                                                    |
| 齊國 （8）                                                                         | 臨淄縣 ↓ 廣固縣 | 新汶縣   | 今山東省臨朐縣                                              | 齊國(265-？) | 西晉時廢縣。                                                    |
| 齊國 （8）                                                                         | 臨淄縣 ↓ 廣固縣 | 新沓縣   | 今山東省淄博市南淄川區                                      | 齊國(265-283?)                                                                                                  | 西晉太康四年（283年）前廢縣。                                   |
| 濟南國 （7）                                                                       | 平陵縣 ↓ 歷城縣 | 歷城縣   | 今山東省濟南市                                              | 濟南郡(265-283)→齊國(283-316)                                                                                   |                                                                 |
| 濟南國 （7）                                                                       | 平陵縣 ↓ 歷城縣 | 平陵縣   | 今山東省章丘市西北                                          | 濟南郡(265-283)→齊國(283-316)                                                                                   | 曹魏時為東平陵縣，晉時更名。                                    |
| 濟南國 （7）                                                                       | 平陵縣 ↓ 歷城縣 | 著縣     | 今山東省濟陽縣西                                            | 濟南郡(265-283，濟南國266-277)→齊國(283)→濟南國(283-316，濟南郡283-307?)                                        |                                                                 |
| 濟南國 （7）                                                                       | 平陵縣 ↓ 歷城縣 | 於陵縣   | 今山東省鄒平縣東南                                          | 濟南郡(265-？，中間廢縣，？-283)→齊國(283)→濟南國(283-316，濟南郡283-307?)                                      | 西晉時廢縣，太康元年（280年）前復縣。                           |
| 濟南國 （7）                                                                       | 平陵縣 ↓ 歷城縣 | 菅縣     | 今山東省濟陽縣東                                            | 濟南郡(265-283，濟南國266-277)→齊國(283)→濟南國(283-316，濟南郡283-307?)                                        |                                                                 |
| 濟南國 （7）                                                                       | 平陵縣 ↓ 歷城縣 | 隰陰縣   | 今山東省濟陽縣西南孫耿鎮                                    | 濟南郡(265-283，濟南國266-277)→齊國(283)→濟南國(283-316，濟南郡283-307?)                                        | 曹魏時為漯陰縣，西晉時改名隰陰縣。                              |
| 濟南國 （7）                                                                       | 平陵縣 ↓ 歷城縣 | 祝阿縣   | 今山東省濟南市長清區東北                                    | 濟南郡(265-283，濟南國266-277)→齊國(283)→濟南國(283-316，濟南郡283-307?)                                        |                                                                 |
| 濟南國 （7）                                                                       | 平陵縣 ↓ 歷城縣 | 土鼓縣   | 今山東省淄博市淄川區西                                      | 濟南郡(265-266?)                                                                                                | 西晉時廢縣。                                                    |
| 濟南國 （7）                                                                       | 平陵縣 ↓ 歷城縣 | 台縣     | 今山東省濟南市東                                            | 濟南郡(265-266?)                                                                                                | 西晉時廢縣。                                                    |
| 濟南國 （7）                                                                       | 平陵縣 ↓ 歷城縣 | 鄒平縣   | 今山東省高青縣西南                                          | 濟南郡(265-283，濟南國266-277)→齊國(283)→濟南國(283-？，濟南郡283-307?)                                         | 西晉永嘉元年（307年）以後廢縣。                                 |
| 北海國 （6）                                                                       | 平壽縣          | 平壽縣   | 今山東省濰坊市南                                            | 北海國(265-316)                                                                                                 |                                                                 |
| 北海國 （6）                                                                       | 平壽縣          | 下密縣   | 今山東省昌邑市東                                            | 北海國(265-316)                                                                                                 |                                                                 |
| 北海國 （6）                                                                       | 平壽縣          | 膠東縣   | 今山東省平度市                                              | 北海國(265-316)                                                                                                 |                                                                 |
| 北海國 （6）                                                                       | 平壽縣          | 即墨縣   | 今山東省平度市東南                                          | 北海國(265-316)                                                                                                 |                                                                 |
| 北海國 （6）                                                                       | 平壽縣          | 都昌縣   | 今山東省昌邑市                                              | 北海國(265-316)                                                                                                 |                                                                 |
| 北海國 （6）                                                                       | 平壽縣          | 劇縣     | 今山東省壽光市南                                            | 北海國(265)→東莞國(266-277)→琅邪國(277-285?)→東莞郡(285?-289)→ 高密國(289-300?，城陽郡289-296)→北海國(300?-316) |                                                                 |
| 樂安郡 （9）                                                                       | 高苑縣          | 高苑縣   | 今山東省淄博市西北                                          | 樂安郡(265-316，樂安國266-302)                                                                                  |                                                                 |
| 樂安郡 （9）                                                                       | 高苑縣          | 臨濟縣   | 今山東省高青縣東南                                          | 樂安郡(265-316，樂安國266-302)                                                                                  |                                                                 |
| 樂安郡 （9）                                                                       | 高苑縣          | 博昌縣   | 今山東省博興縣東南                                          | 樂安郡(265-316，樂安國266-302)                                                                                  |                                                                 |
| 樂安郡 （9）                                                                       | 高苑縣          | 利縣     | 今山東省博興縣東                                            | 樂安郡(265-316，樂安國266-302)                                                                                  |                                                                 |
| 樂安郡 （9）                                                                       | 高苑縣          | 益縣     | 今山東省壽光市東北                                          | 樂安郡(265-316，樂安國266-302)                                                                                  |                                                                 |
| 樂安郡 （9）                                                                       | 高苑縣          | 蓼城縣   | 今山東省利津縣東南                                          | 樂安郡(265-316，樂安國266-302)                                                                                  |                                                                 |
| 樂安郡 （9）                                                                       | 高苑縣          | 壽光縣   | 今山東省壽光縣東北                                          | 樂安郡(265-316，樂安國266-302)                                                                                  |                                                                 |
| 樂安郡 （9）                                                                       | 高苑縣          | 梁鄒縣   | 今山東省鄒平縣東北                                          | 濟南郡(265-266?)→齊國(266?-275?)→樂安郡(275?-316，樂安國275?-302)                                               |                                                                 |
| 樂安郡 （9）                                                                       | 高苑縣          | 東朝陽縣 | 今山東省濟陽縣東北                                          | 濟南郡(265-275?)→樂安郡(275?-316，樂安國275?-302)                                                               |                                                                 |
| 樂安郡 （9）                                                                       | 高苑縣          | 千乘縣   | 今山東省高青縣東南                                          | 樂安國(265-？)                                                                                                  | 西晉時廢縣。                                                    |
| 樂安郡 （9）                                                                       | 高苑縣          | 樂安縣   | 今山東省博興縣北                                            | 樂安國(265-？)                                                                                                  | 西晉時廢縣。                                                    |
| 高密國 （7）                                                                       | 東武縣 ↓ 黔陬縣 | 黔陬縣   | 今山東省膠州市西南                                          | 城陽郡(265-296，城陽國269-271)→高密國(296-316)                                                                  |                                                                 |
| 高密國 （7）                                                                       | 東武縣 ↓ 黔陬縣 | 壯武縣   | 今青岛市即墨区西                                            | 高密國(265-316，城陽郡265-269、271-296，城陽國269-271)                                                          |                                                                 |
| 高密國 （7）                                                                       | 東武縣 ↓ 黔陬縣 | 淳于縣   | 今山東省安丘市東北                                          | 高密國(265-316，城陽郡265-269、271-296，城陽國269-271)                                                          |                                                                 |
| 高密國 （7）                                                                       | 東武縣 ↓ 黔陬縣 | 昌安縣   | 今山東省安丘市東南                                          | 高密國(265-316，城陽郡265-269、271-296，城陽國269-271)                                                          |                                                                 |
| 高密國 （7）                                                                       | 東武縣 ↓ 黔陬縣 | 高密縣   | 今山東省高密市東                                            | 高密國(265-316，城陽郡265-269、271-296，城陽國269-271)                                                          |                                                                 |
| 高密國 （7）                                                                       | 東武縣 ↓ 黔陬縣 | 夷安縣   | 今山東省高密市                                              | 高密國(265-316，城陽郡265-269、271-296，城陽國269-271)                                                          |                                                                 |
| 高密國 （7）                                                                       | 東武縣 ↓ 黔陬縣 | 營陵縣   | 今山東省昌樂縣東南                                          | 北海國(265-？)→高密國(？-316，城陽郡？-296)                                                                     |                                                                 |
| 東萊郡 （7）                                                                       | 掖縣            | 掖縣     | 今山東省掖縣                                                | 東萊郡(265-316，東萊國283-301)                                                                                  |                                                                 |
| 東萊郡 （7）                                                                       | 掖縣            | 當利縣   | 今山東省掖縣西南                                            | 東萊郡(265-316，東萊國283-301)                                                                                  |                                                                 |
| 東萊郡 （7）                                                                       | 掖縣            | 盧鄉縣   | 今山東省掖縣南                                              | 東萊郡(265-316，東萊國283-301)                                                                                  |                                                                 |
| 東萊郡 （7）                                                                       | 掖縣            | 曲城縣   | 今山東省招遠市西北                                          | 東萊郡(265-316，東萊國283-301)                                                                                  |                                                                 |
| 東萊郡 （7）                                                                       | 掖縣            | 黃縣     | 今山東省蓬萊市東                                            | 東萊郡(265-316，東萊國283-301)                                                                                  |                                                                 |
| 東萊郡 （7）                                                                       | 掖縣            | 惤縣     | 今山東省蓬萊市西南                                          | 東萊郡(265-316，東萊國283-301)                                                                                  |                                                                 |
| 東萊郡 （7）                                                                       | 掖縣            | 牟平縣   | 今山東省煙臺市西牟平區                                      | 東萊郡(265-266?，311前-316)                                                                                     | 西晉時廢縣，西晉永嘉五年（311年）以前復縣。                     |
| 長廣郡 （4）                                                                       | 不其縣          | 不其縣   | 今青岛市城阳区南                                            | 東萊郡(265-277)→長廣郡(277-316)                                                                                 |                                                                 |
| 長廣郡 （4）                                                                       | 不其縣          | 長廣縣   | 今山東省萊陽市東                                            | 東萊郡(265-277)→長廣郡(277-316)                                                                                 |                                                                 |
| 長廣郡 （4）                                                                       | 不其縣          | 挺縣     | 今山東省萊陽市南                                            | 東萊郡(265-277)→長廣郡(277-316)                                                                                 |                                                                 |
| 長廣郡 （4）                                                                       | 不其縣          | 昌陽縣   | 今山東省萊陽市                                              | 東萊郡(265-266?)→(中間廢縣)→長廣郡(298-316)                                                                     | 西晉時廢縣，併入長廣縣，元康八年（298年）復置縣。               |
| 平昌郡 （5）                                                                       | 安丘縣          | 安丘縣   | 今山東省安丘市西南                                          | 琅邪國(265)→東莞國(266-277)→琅邪國(277-284?)→東莞郡(284?-289)→ 高密國(289-300，城陽郡289-296)→平昌郡(300-316)   |                                                                 |
| 平昌郡 （5）                                                                       | 安丘縣          | 平昌縣   | 今山東省諸城市西北                                          | 高密國(265-300，城陽郡265-269、271-296，城陽國269-271)→平昌郡(300-316)                                          |                                                                 |
| 平昌郡 （5）                                                                       | 安丘縣          | 朱虛縣   | 今山東省臨朐縣東南柳山鎮                                    | 城陽郡(265)→東莞國(266-277)→琅邪國(277-284?)→東莞郡(284?-300)→平昌郡(300-316)                                   |                                                                 |
| 平昌郡 （5）                                                                       | 安丘縣          | 姑幕縣   | 今山東省安丘市南石埠子鎮                                    | 城陽郡(265-289，城陽國269-271)→東莞郡(289-300)→平昌郡(300-316)                                                  |                                                                 |
| 平昌郡 （5）                                                                       | 安丘縣          | 東武縣   | 今山東省諸城市                                              | 城陽郡(265-289，城陽國269-271)→東莞郡(289-300)→平昌郡(300-316)                                                  |                                                                 |

## 出處
1. ↑  《通典》卷171〈州郡一〉：「晉武帝太康元年平吳，分為十九州部……青治臨淄。」
2. 1 2 3  《晉書》卷15〈地理志下〉：「自永嘉喪亂，青州淪沒石氏。東萊人曹嶷為刺史。造廣固城。」；《元和郡縣圖志》卷10〈河南道六〉：「廣固城，在縣西四里。晉永嘉五年，東萊牟平人曹嶷為刺史所築，有大澗，甚廣固，故謂之廣固。」
3. 1 2 3  《晉書》卷38〈文六王·齊獻王攸傳〉：「明年（太康四年……以濟南郡益齊國。」〈文六王·樂安平王鑒傳〉：「咸寧初，以齊之梁鄒益封[註 2]。」
4. ↑  《晉書》卷3〈武帝紀〉：「〔泰始元年封皇從叔父司馬〕遂為濟南王。……〔咸寧三年徙〕濟南王耽為中山王。」；卷37〈宗室·濟南惠王遂傳〉：「濟南惠王遂，字子伯，宣帝弟魏鴻臚丞恂之子也……武帝受禪，封濟南王。泰始二年薨。二子：耽、緝。耽嗣立，咸寧三年徙為中山王。是年薨，無子，緝繼。成都王穎以緝為建威將軍，與石熙等率眾距王浚，沒於陣，薨。無子，國除。」
5. ↑  《晉書》卷34〈武十三王·吳敬王晏傳〉：「固初封漢王，改封濟南……沒于賊。」
6. ↑  《元和郡縣圖志》卷10〈河南道六〉：「景帝三年為濟南郡，理東平陵，屬青州。晉永嘉之後，郡移理歷城。」
7. ↑  《晉書》卷3〈武帝紀〉：「〔太康四年〕二月己丑，立長樂亭侯寔為北海王。」；卷38〈文六王·齊獻王攸傳〉：「以攸子寔為北海王。」
8. ↑  《晉書》卷3〈武帝紀〉：「〔泰始元年封皇弟司馬〕鑒為樂安王。」；卷4〈惠帝紀〉：「〔永寧元年〕封齊王冏子冰為樂安王。」；卷38〈文六王·樂安平王鑒〉：「樂安平王鑒，字大明，初封臨泗亭侯。武帝踐阼，封樂安王。帝為鑒及燕王機高選師友，下詔曰：『樂安王鑒、燕王機並以長大，宜得輔導師友，取明經儒學，有行義節儉，使足嚴憚。昔韓起與田蘇游而好善，宜必得其人。』泰始中，拜越騎校尉。咸寧初，以齊之梁鄒益封，因之國，服侍中之服。元康初，徵為散騎常侍、上軍大將軍，領射聲校尉。尋遷使持節、都督豫州軍事、安南將軍，代清河王遐鎮許昌，以疾不行。七年薨，子殤王籍立。薨，無子，齊王冏以子冰紹鑒後。以濟陰萬一千二百一十九戶改為廣陽國，立冰為廣陽王。[註 3]冏敗，廢。」
9. 1 2  《魏書》卷106中〈地形志〉：「千乘，前漢屬千乘，後漢屬，晉罷。」；《輿地廣記》卷6〈京東東路·青州千乘縣〉：「千乘縣，漢舊縣，後漢屬樂安國，晉省之。」
10. 1 2  《輿地廣記》卷6〈京東東路·青州博興縣〉：「博興縣，本漢樂安縣，屬千乘郡，後漢屬樂安國，晉省之。」
11. ↑  《太平寰宇記》卷24〈河南道·密州莒縣〉：「漢文帝二年封朱虛侯章為城陽王，都莒，魏明帝以為城陽郡，莒縣屬焉，而城陽郡徙理東武。」
12. ↑  《晉書》卷15〈地理志下〉：「惠帝元康十年，又置平昌郡。又分城陽之黔陬、壯武、淳于、昌安、高密、平昌、營陵、安丘、大、[註 6]；《宋書》卷36〈州郡志二·青州刺史〉：「高密太守，漢文帝分齊為膠西，宣帝本始元年，更名高密。光武建武十三年，併北海，晉惠帝又分城陽立。」
13. 1 2 3  《魏書》卷106中〈地形志中〉：「牟平，二漢屬東萊，晉罷，後復。」；《元和郡縣圖志》卷10〈河南道六〉：「廣固城，在縣西四里。晉永嘉五年，東萊牟平人曹嶷為刺史所築。」
14. 1 2 3  《宋書》卷36〈州郡志二·青州·長廣太守〉：「昌陽令，晉惠帝元康八年，分長廣縣立。」；《魏書》卷106中〈地形志〉：「昌陽，二漢屬東萊，後罷，晉惠帝復。」；《輿地廣記》卷6〈京東東路·萊州萊陽縣〉：「萊陽縣，二漢昌陽縣，屬東萊郡，晉省之，其後復置。」
15. 1 2  《晉書》卷15〈地理志下〉：「長廣郡，咸寧三年置。」；《宋書》卷36〈州郡志二·青州刺史〉：「長廣太守，本長廣縣，前漢屬琅邪，後漢屬東萊，《晉太康地志》云故屬東萊。《起居注》，咸寧三年，以齊東部縣為長廣郡。」
16. ↑  《晉書》卷3〈武帝紀〉：「〔咸寧三年〕立齊王子蕤為遼東王。……〔太康四年〕徙遼東王蕤為東萊王。」；卷4〈惠帝紀〉：「〔永寧元年〕東萊王蕤、左衛將軍王輿謀廢齊王冏，事泄，蕤廢爲庶人，輿伏誅，夷三族。」；卷38〈文六王·齊獻王攸傳〉：「蕤字景回，出繼遼東王定國。太康初，徙封東萊王。……及冏輔政……與左衛將軍王輿謀共廢冏。事覺，免為庶人。」
17. ↑  《晉書》卷15〈地理志下〉：「惠帝元康十年（當作永康元年），又置平昌郡。」；《宋書》卷36〈州郡志二·青州刺史〉：「平昌太守，故屬城陽，魏文帝分城陽立，後省，晉惠帝又立。」
18. ↑  《宋書》卷36〈州郡志二·青州刺史〉：「濟南太守，漢文帝十六年，分齊立。晉世濟岷郡，云魏平蜀，徙蜀豪將家於濟、河，故立此郡。安帝義熙中土斷，併濟南。案《晉太康地志》無濟岷郡。」
19. ↑  《晉書》卷5〈懷帝紀〉：「〔永嘉元年〕二月辛巳，東萊人王彌起兵反，寇青、徐二州，長廣太守宋羆、東牟太守龐伉並遇害。」
20. ↑  《輿地廣記》卷6〈京東東路·青州益都縣〉：「益都縣，本二漢廣縣，地屬齊國，晉廢之。」
21. 1 2 3  孔祥軍《晉書地理志校注》第133頁注釋1。
22. ↑  《宋書》卷36〈州郡志二·青州·濟南太守〉：「平陵令，漢舊縣，至晉并曰東平陵。」；《魏書》卷106中〈地形志二中〉：「平陵，二漢、晉屬，曰東平陵，後改。」
23. ↑  孔祥軍謂於陵縣太康以後廢。案《宋書·州郡志》引《永初郡國》有於陵縣，則《輿地廣記》「晉省之」當是言西晉初省縣。
24. ↑  《輿地廣記》卷6〈京東東路·淄州長山縣〉：「本二漢於陵縣地，屬濟南郡，晉省之。」
25. ↑  《宋書》卷29〈符瑞志下〉：「晉武帝咸寧五年七月戊辰，白烏見濟南隰陰」；《春秋左傳正義》卷58〈哀公十年〉杜預注：「濟南有隰陰縣。」
26. ↑  《宋書》卷36〈州郡志二·濟南太守〉：「土鼓令，漢舊縣，晉無。」
27. ↑  孔祥軍《晉書地理志校注》第135頁注釋1。
28. ↑  《太平寰宇記》卷19〈河南道十九〉：「鄒平縣，本漢舊縣，屬濟南郡，後漢及晉並不改。永嘉之亂，其縣遂廢。」

### 書籍
- 吳增僅，《三國郡縣表》，上海：開明書局，1937
- 李錫甫，《漢晉城陽郡沿革考》，國立編譯館館刊第6卷第一期，1977
- 劉琳，《華陽國志校注》，成都：巴蜀書社，1984
- 李曉杰，《東漢政區地理》，北京：人民出版社，1987
- 胡阿祥，《六朝疆域與政區研究》（增訂本），北京：學苑出版社，2005
- 錢儀吉、楊晨，《三國會要》，上海：上海古籍出版社，2006
- 陳健梅，《孫吳政區地理研究》，長沙：岳麓書社，2007
- 孔祥軍，《三國政區地理研究》，南京：南京大學歷史系，2007
- 任乃強，《華陽國志校補圖注》，上海：上海古籍出版社，2009
- 孔祥軍，《晉書地理志校注》，北京：新世界出版社，2012
- 胡阿祥、孔祥軍、徐成合著，《中國行政區劃通史·三國兩晉南朝卷》，上海：復旦大學出版社，2014
- 范曄，《後漢書》，維基文庫
- 房玄齡，《晉書》，維基文庫
- 沈約，《宋書》，維基文庫
- 魏收，《魏書》，維基文庫
- 李吉甫，《元和郡縣圖志》，維基文庫
- 樂史，《太平寰宇記》，維基文庫
- 歐陽忞，《輿地廣記》，維基文庫
- 酈道元，《水經注》，維基文庫